# 有馬則故
有馬 則故（ありま のりふる）は、江戸時代前期の旗本。

## 生涯
旗本・有馬豊長の長男として生まれる。
承応元年（1652年）8月25日、徳川家綱に初謁。延宝3年（1675年）7月11日、家督を継承。
延宝7年（1679年）8月15日に御使番となり、同年12月28日に布衣を許された。天和元年（1681年）3月1日、仰せにより関東巡視の任に当たる。天和2年（1682年）4月13日には越前国大野城を土井利房に引き渡す役割を務め、同月21日に上野国邑楽郡内で500石を加増され、知行地は都合3,500石となった。天和3年（1683年）閏5月28日には、幼少の榊原虎之助（榊原政邦）が藩主に就任した越後村上藩に仰せによって派遣され、政務の監督に当たった。貞享2年（1685年）7月12日には、下総国古河城を松平信之に引き渡す役割を務めた。
元禄5年（1692年）4月14日、御先鉄砲頭に転じる。宝永元年（1704年）6月7日、高齢を理由に職を退いている。
正徳3年（1713年）閏5月28日、79歳で死去。麻布の曹渓寺に葬られた。

## 系譜
『寛政重修諸家譜』には、実子として1男3女、養子として3男1女を掲げる。
正室は丹後国宮津藩主永井尚征の娘。継室もまた永井尚征の娘（正室の妹）であった。
実子の則弘（大学）は父に先立って死去した。赤松氏一門の旗本・石野則員の五男・則維（のりふさ）を養子に迎えたが、則維はのちに筑後久留米藩主・有馬頼旨の養子となって家督を継承し、久留米藩第6代藩主になった。代わって則維の次男・大次郎が則故の養子になったが、則維の長男が死去したため、嗣子として久留米に引き取られている（大次郎も夭折している）。家督は同族の旗本・有馬重広の長男・則致が養子に入って継いだ。
実子の娘3名については不詳。養女は実弟・水野勝政の娘で、旗本・瀬名弌明の室となった。